# Aufklärerbataillon 1
Das Aufklärerbatallion 1 (Aufkl Bat 1) ist eine Milizformation der Mechanisierten Brigade 1 (Mech Br 1) der Schweizer Armee. Das Bataillon besteht aus einer Stabskompanie, einer Logistikkompanie und drei Aufklärerkompanien.

## Geschichte
Das Westschweizer Aufkl Bat 1 wurde mit der Armeereform Armee XXI als Teil der Panzerbrigade 1 (heute Mech Br 1) gegründet. Bereits in der Vorgängereinheit der Panzerbrigade 1, der Mechanisierten Division 1, existierten Aufklärereinheiten. Bis zum Jahr 2017 bestand das Aufkl Bat 1 lediglich aus einer Stabskompanie, einer Aufklärerkompanie und einer Panzerjägerkompanie mit Piranha. Mit der Umsetzung der Weiterentwicklung der Armee (WEA) und der Auflösung des Aufklärungsbataillon 2 (Aufkl Bat 2) der ehemaligen Infanteriebrigade 2 (Inf Br 2) vergrösserte sich das Bataillon. Das Aufkl Bat 1 besteht neu aus der Auklärer Stabskompanie 1 (Aufkl Stabs Kp 1), der Auklärer Logistikkompanie 1 (Aufkl Log Kp 1), und den drei Aufklärerkompanien (Aufkl Kp 1/1, Aufkl Kp 1/2 und Aufkl Kp 1/3). Die gleichzeitige Zusammenfassung der Funktionen Jäger und Aufklärer ist in den Namen nicht erkennbar.

## Aufgaben und Ausrüstung
Die Hauptaufgabe des Aufkl Bat 1 ist die Informationsbeschaffung für das Kommando der Mech Br 1. Dazu operieren die Aufklärer meist in kleinen Gruppen von 4 bis 8 Soldaten, welche gegnerisches Gebiet infiltrieren. In der Regel erfolgt die Informationsbeschaffung ohne Kampfhandlungen. Die Stab Kp ist für Übermittlungaufgaben zuständig, während die Log Kp Logistikaufgaben wahrnimmt. Die Aufklärerkompanien bestehen aus je einem Kommandozug, zwei Aufklärerzügen und zwei Panzerjagdzügen.
Die Aufklärereinheiten sind mit Fahrzeugen des Typs MOWAG Eagle ausgestattet, als Panzerjäger kommt der Piranha zum Einsatz. Hinzu kommt eine umfangreiche Bewaffnung sowie moderne Beobachtungs- und Funkgeräte.

## Kommandanten
| Funktionsjahre | Rang           | Name             | Bemerkung                                                                      |
| -------------- | -------------- | ---------------- | ------------------------------------------------------------------------------ |
| 2016–2018      | Oberstlt i Gst | Daniel Spillmann | Oberst i Gst Spillmann ist beruflich Kdt der Art und Aufkl Schule 31.          |
| 2019–          | Oberstlt i Gst | Martin Häni      | Oberstlt Häni ist beruflich Chef FGG 4/6 im Heeresstab und Projektleiter TASYS |

| Funktionsjahre | Rang | Name               |
| -------------- | ---- | ------------------ |
| 2004–2005      | Hptm | Christian Charbon  |
| 2006–2007      | Oblt | Vincent Quinche    |
| 2008           | Oblt | Maxime Ducimetière |
| 2009           | Hptm | Dominique Burgener |
| 2010–2013      | Hptm | Vincent Quinche    |
| 2014–2017      | Hptm | Maxime Ducimetière |